# Robert Zubrin

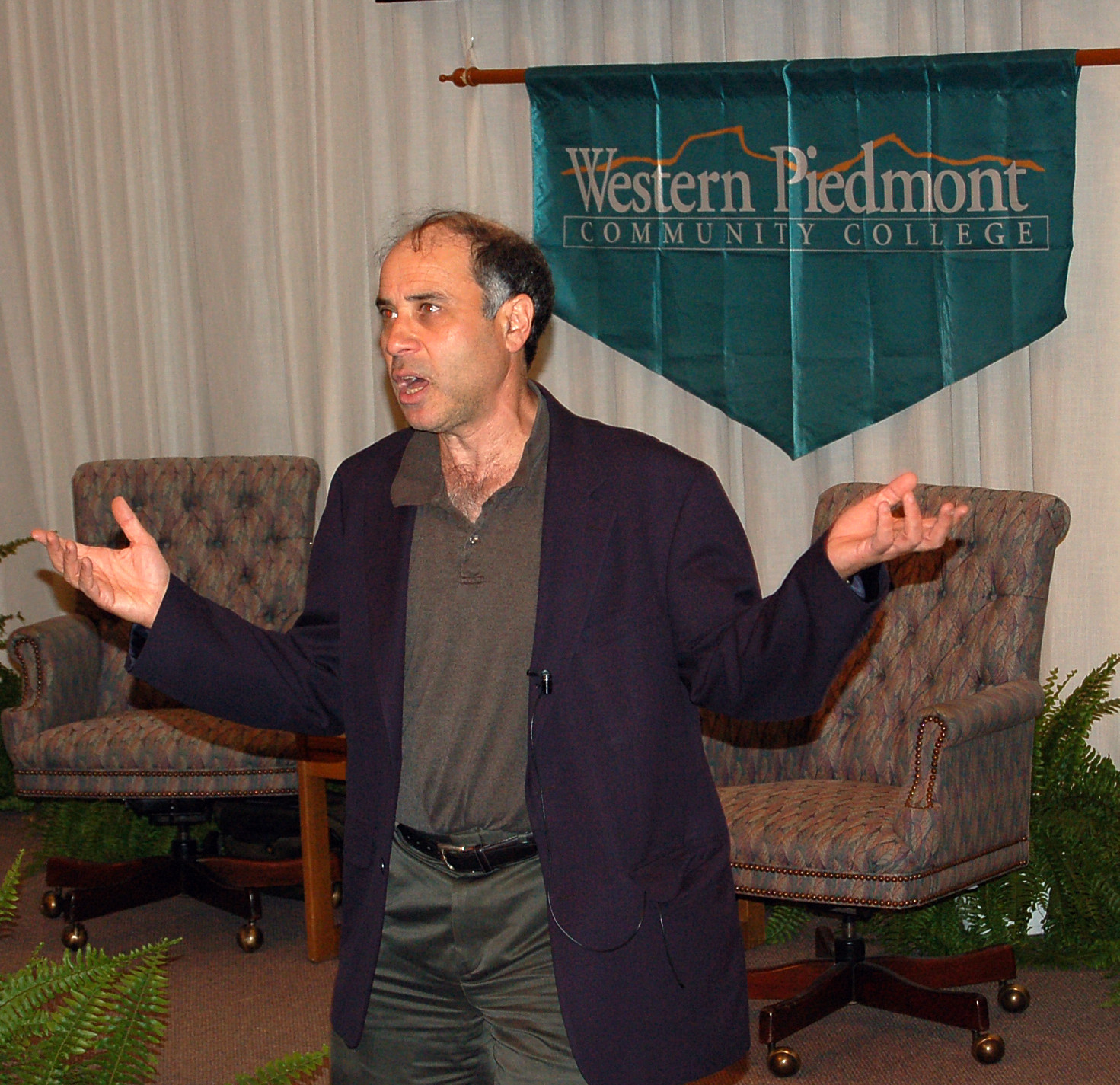
Robert Zubrin

Robert Zubrin (* 19. dubna 1952) je americký vizionář, aerokosmický inženýr, spisovatel a publicista. Je známý především jako autor plánu Mars Direct, jehož cílem je podniknout pilotované mise na Mars při minimálních nákladech a časových prodlevách.

## Kariéra
Robert Zubrin je zastáncem osidlování Marsu a migrace do vesmíru. V roce 1988 založil Mars Society. Je prezidentem International Mars Society.

## Dílo
Napsal a publikoval knihy:
- The Case for Mars. The Plan to Settle Red Planet and Why We Must (spoluautor) (1996)
- Islands in the Sky. Bold New Idea for Colonizing Space (spolueditor) (1996)
- Mars: Humanity 's Next Giant Leap (1999)
- Entering Space. Creating a Spacefaring Civilization (2000)
- First Landing (2002)
- On the Mars. Colonizing a New World (spolueditor) (2002)
- The Holy Land (2003)
- Mars on Earth. The Adventures of Space Pioneers in the High Arctic (2003)